# Haplorhus
Haplorhus là một chi thực vật thuộc họ Anacardiaceae.
Bao gồm các loài:
- Haplorhus peruviana, Engler